# جی‌لیگ
لیگ برتر فوتبال ژاپن (به ژاپنی: 日本プロサッカーリーグ) یا جی‌لیگ (به ژاپنی: Jリーグ) لیگ حرفه‌ای فوتبال ژاپن و یکی از مهمترین لیگ‌های فوتبال در آسیا است.
جی لیگ در دو دسته یک و دو به‌صورت دوره‌ای و رفت و برگشت برگزار می‌شود. در حال حاضر جی لیگ یک ۲۰ تیم و جی لیگ دو ۲۰ تیم دارد. دو تیم اول جی‌لیگ دو در پایان فصل جایگزین دو تیم انتهای جدول جی‌لیگ یک می‌شوند و تیم سوم نیز در صورت پیروزی در یک بازی رفت و برگشت بر تیم شانزدهم دسته اول به دسته یک صعود می‌کند.
جی لیگ در سال ۱۹۹۲ با شرکت ده تیم افتتاح شد. تنها دو سال بعد از آغاز این لیگ میانگین تماشاگران مسابقات به بیش از ۱۹۵۰۰ نفر رسید. باشگاه کاشیما آنتلرز با کسب ۸ عنوان قهرمانی، پرافتخارترین تیم این لیگ به حساب می‌آید.

## قهرمانان
دوران دو جدولی (۱۹۹۳–۲۰۰۴)
| سال  | مرحله اول        | مرحله دوم          |
| ---- | ---------------- | ------------------ |
| ۱۹۹۳ | کاشیما آنتلرز    | وردی کاوازاکی      |
| ۱۹۹۴ | سانفریس هیروشیما | وردی کاوازاکی      |
| ۱۹۹۵ | یوکوهاما مارینوس | وردی کاوازاکی      |
| ۱۹۹۶ | کاشیما آنتلرز    | کاشیما آنتلرز      |
| ۱۹۹۷ | کاشیما آنتلرز    | جوبیلو ایواتا      |
| ۱۹۹۸ | جوبیلو ایواتا    | کاشیما آنتلرز      |
| ۱۹۹۹ | جوبیلو ایواتا    | شیمیزو اس-پالس     |
| ۲۰۰۰ | یوکوهاما مارینوس | کاشیما آنتلرز      |
| ۲۰۰۱ | جوبیلو ایواتا    | کاشیما آنتلرز      |
| ۲۰۰۲ | جوبیلو ایواتا    | جوبیلو ایواتا      |
| ۲۰۰۳ | یوکوهاما مارینوس | یوکوهاما مارینوس   |
| ۲۰۰۴ | یوکوهاما مارینوس | اوراوا رد دیاموندز |

دوران یک جدولی (۲۰۰۵–۲۰۱۴)
| سال  | قهرمان             | نایب قهرمان        | سوم                |
| ---- | ------------------ | ------------------ | ------------------ |
| ۲۰۰۵ | گامبا اوساکا       | اوراوا رد دیاموندز | کاشیما آنتلرز      |
| ۲۰۰۶ | اوراوا رد دیاموندز | کاوازاکی فرونتال   | گامبا اوساکا       |
| ۲۰۰۷ | کاشیما آنتلرز      | اوراوا رد دیاموندز | گامبا اوساکا       |
| ۲۰۰۸ | کاشیما آنتلرز      | کاوازاکی فرونتال   | ناگویا گرامپوس     |
| ۲۰۰۹ | کاشیما آنتلرز      | کاوازاکی فرونتال   | گامبا اوساکا       |
| ۲۰۱۰ | ناگویا گرامپوس     | گامبا اوساکا       | سرزو اوساکا        |
| ۲۰۱۱ | کاشیوا ریسول       | ناگویا گرامپوس     | گامبا اوساکا       |
| ۲۰۱۲ | سانفریس هیروشیما   | وگالتا سندای       | اوراوا رد دیاموندز |
| ۲۰۱۳ | سانفریس هیروشیما   | یوکوهاما مارینوس   | کاوازاکی فرونتال   |
| ۲۰۱۴ | گامبا اوساکا       | اوراوا رد دیاموندز | کاشیما آنتلرز      |

دوران دو جدولی (۲۰۱۵–۲۰۱۶)
| سال  | مرحله اول          | مرحله دوم          |
| ---- | ------------------ | ------------------ |
| ۲۰۱۵ | اوراوا رد دیاموندز | سانفریس هیروشیما   |
| ۲۰۱۶ | کاشیما آنتلرز      | اوراوا رد دیاموندز |

دوران یک جدولی (۲۰۱۷–اکنون)
| سال  | قهرمان                         | نایب قهرمان                    | سوم                            |
| ---- | ------------------------------ | ------------------------------ | ------------------------------ |
| ۲۰۱۷ | کاوازاکی فرونتال               | کاشیما آنتلرز                  | سرزو اوساکا                    |
| ۲۰۱۸ | کاوازاکی فرونتال               | سانفریس                        | کاشیما آنتلرز                  |
| ۲۰۱۹ | باشگاه فوتبال یوکوهاما مارینوس | باشگاه فوتبال توکیو            | باشگاه فوتبال کاشیما آنتلرز    |
| ۲۰۲۰ | باشگاه فوتبال کاوازاکی فرونتال | باشگاه فوتبال گامبا اوساکا     | باشگاه فوتبال ناگویا گرامپوس   |
| ۲۰۲۱ | باشگاه فوتبال کاوازاکی فرونتال | باشگاه فوتبال یوکوهاما مارینوس | باشگاه فوتبال ویسل کوبه        |
| ۲۰۲۲ | باشگاه فوتبال یوکوهاما مارینوس | باشگاه فوتبال کاوازاکی فرونتال | باشگاه فوتبال سانفریس هیروشیما |
| ۲۰۲۳ | باشگاه فوتبال ویسل کوبه        | باشگاه فوتبال یوکوهاما مارینوس | باشگاه فوتبال سانفریس هیروشیما |
| ۲۰۲۴ | باشگاه فوتبال ویسل کوبه        | باشگاه فوتبال سانفریس هیروشیما | باشگاه فوتبال ماچیدا زلویا     |

## جدول قهرمانی‌ها و نایب قهرمانی‌ها
| باشگاه             | قهرمان | نایب قهرمان | قهرمان فصل                                     | نایب قهرمان فصل              |
| ------------------ | ------ | ----------- | ---------------------------------------------- | ---------------------------- |
| کاشیما آنتلرز      | ۸      | ۳           | ۱۹۹۶, ۱۹۹۸, ۲۰۰۰, ۲۰۰۱, ۲۰۰۷, ۲۰۰۸, ۲۰۰۹, ۲۰۱۶ | ۱۹۹۳, ۱۹۹۷, ۲۰۱۷             |
| یوکوهاما مارینوس   | ۵      | ۳           | ۱۹۹۵, ۲۰۰۳, ۲۰۰۴، ۲۰۱۹ ، ۲۰۲۲                  | ۲۰۰۰, ۲۰۰۲, ۲۰۱۳             |
| کاوازاکی فرونتال   | ۴      | ۳           | ۲۰۱۷, ۲۰۱۸، ۲۰۲۰، ۲۰۲۱                         | ۲۰۰۶, ۲۰۰۸, ۲۰۰۹             |
| جوبیلو ایواتا      | ۳      | ۳           | ۱۹۹۷, ۱۹۹۹, ۲۰۰۲                               | ۱۹۹۸, ۲۰۰۱, ۲۰۰۳             |
| سانفریس هیروشیما   | ۳      | ۲           | ۲۰۱۲, ۲۰۱۳, ۲۰۱۵                               | ۱۹۹۴، ۲۰۱۸                   |
| گامبا اوساکا       | ۲      | ۳           | ۲۰۰۵, ۲۰۱۴                                     | ۲۰۱۰, ۲۰۱۵، ۲۰۲۰             |
| توکیو              | ۲      | ۱           | ۱۹۹۳, ۱۹۹۴                                     | ۱۹۹۵                         |
| اوراوا رد دیاموندز | ۱      | ۵           | ۲۰۰۶                                           | ۲۰۰۴, ۲۰۰۵, ۲۰۰۷, ۲۰۱۴, ۲۰۱۶ |
| ناگویا گرامپوس     | ۱      | ۲           | ۲۰۱۰                                           | ۱۹۹۶, ۲۰۱۱                   |
| کاشیوا ریسول       | ۱      | ۰           | ۲۰۱۱                                           |                              |
| شیمیزو اس-پالس     | ۰      | ۱           |                                                | ۱۹۹۹                         |
| وگالتا سندای       | ۰      | ۱           |                                                | ۲۰۱۲                         |

## باشگاه های فصل ۲۰۲۴
| باشگاه                           | سرمربی                          | کاپیتان               | سازنده کیت  | حامی پیراهن اصلی            |
| -------------------------------- | ------------------------------- | --------------------- | ----------- | --------------------------- |
| باشگاه فوتبال کونسادول ساپورو    | میهایلو پتروویچ (بازیکن فوتبال) | ژاپن تاکوما آرانو     | میزانو      | ایشیا                       |
| باشگاه فوتبال کاشیما آنتلرز      | رانکو پوپوویچ                   | ژاپن گاکو شیباساکی    | نایکی       | لیکسیل گروپ                 |
| باشگاه فوتبال اوراوا رد دیاموندز | ماسیج اسکورزا                   | ژاپن شوساکو نیشیکاوا  | نایکی       | پولوس صنایع سنگین میتسوبیشی |
| باشگاه فوتبال کاشیوا ریسول       | Masami Ihara                    | تایو کوگا             | یونکس       | هیتاچی                      |
| باشگاه فوتبال توکیو              | پیتر کلاموفسکی                  | ماساتو موریشیگه       | موازنه جدید | گاز توکیو                   |
| باشگاه فوتبال توکیو وردی         | هیروشی جوفوکو                   | ژاپن کوکی موریتا      | آتلیا       | Nicigas                     |
| باشگاه فوتبال ماچیدا زلویا       | Go Kuroda                       | ژاپن گن شوجی          | آدیداس      | سایبر ایجنت                 |
| باشگاه فوتبال کاوازاکی فرونتال   | تورو اونیکی                     | یاسوتو واکیزاکا       | Puma        | فوجیتسو                     |
| باشگاه فوتبال یوکوهاما مارینوس   | [[جان هاچینسون\|]] جان هاچینسون | ژاپن تاکویا کیدا      | آدیداس      | نیسان                       |
| باشگاه فوتبال شونان بلمار        | ساتوشی یاماگوچی                 | کیم مین تائه          | پنالتی      | ملدیا                       |
| باشگاه فوتبال آلبیرکس نیگاتا     | ژاپن ریکیزو ماتسوهاشی           | ژاپن یوتو هاریگومه    | آدیداس      | کامدا سیکا                  |
| باشگاه فوتبال جوبیلو ایواتا      | ژاپن آکینوبو یوکوچی             | هیروکی یامادا         | ادمیرال     | یاماها                      |
| باشگاه فوتبال ناگویا گرامپوس     | کنتا هاسگاوا                    | شو ایناگاکی           | Mizuno      | تویوتا یاریس جی آر          |
| باشگاه فوتبال کیوتو سانگا        | چو کوی-جا                       | تاکومی مییایوشی       | پوما اس‌ئی   | کیوسرا                      |
| باشگاه فوتبال گامبا اوزاکا       | دنی پویاتوس                     | ژاپن تاکاشی اوسامی    | هامل        | پاناسونیک                   |
| باشگاه فوتبال سرزو اوزاکا        | آکیو کوگیکو                     | ژاپن تاتسویا یاماشیتا | پوما اس‌ئی   | یانمار                      |
| باشگاه فوتبال ویسل کوبه          | ژاپن تاکایوکی یوشیدا            | ژاپن هوتارو یاماگوچی  | اسیکس       | راکوتن موبایل               |
| باشگاه فوتبال سانفریس هیروشیما   | مایکل اسکیبه                    | شو ساساکی             | نایکی       | ادیون                       |
| باشگاه فوتبال آویسپا فوکوئوکا    | شیگتوشی هاسبه                   | ژاپن تاتسوکی نارا     | یونکس       | شین نیهون سیاکو             |
| باشگاه فوتبال ساگان توسو         | کنتا کاوای                      | نائویوکی فوجیتا       | موازنه جدید | فناوری اطلاعات کیمورا       |